# Markus Hoelgaard
Markus Hoelgaard (Stavanger, 4 ottobre 1994) è un ciclista su strada norvegese che corre per l'Uno-X Mobility. Attivo in formazioni Elite dal 2014, ha vinto una tappa all'Arctic Race of Norway 2021.

## Palmarès

### Strada
- 2012 (Juniores)

1ª tappa Grand Prix Général Patton (Wincrange > Wincrange)
- 2017 (Joker Icopal, due vittorie)

1ª tappa Circuit des Ardennes (Acy-Romance > Acy-Romance)
1ª tappa Tour Alsace (Velleminfroy > La Planche des Belles Filles)
- 2019 (Uno-X Norwegian Development Team, una vittoria)

4ª tappa Arctic Race of Norway (Lødingen > Narvik)
- 2021 (Uno-X Pro Cycling Team, una vittoria)

1ª tappa Arctic Race of Norway (Tromsø > Tromsø)
- 2024 (Uno-X Mobility, tre vittorie)

Campionati norvegesi, Prova in linea
3ª tappa Giro di Vallonia (Arlon > La Roche-en-Ardenne)
Grote Prijs Jef Scherens

#### Altri successi
- 2016 (Team Joker-Byggtorget)

1ª tappa ZLM Tour (Tholen > Tholen, cronosquadre)
- 2018 (Joker Icopal)

Classifica giovani Arctic Race of Norway
- 2023 (Lidl-Trek)

Classifica scalatori Giro di Polonia

## Piazzamenti

### Grandi Giri
- Tour de France

2025: 64º

### Classiche monumento
- Milano-Sanremo

2023: 152º
2025: 59º
- Giro delle Fiandre

2024: ritirato
2025: 14°
- Parigi-Roubaix

2025: 8º

### Competizioni mondiali
- Campionati del mondo su strada

Valkenburg 2012 - In linea Junior: 32º
Toscana 2013 - Cronosquadre: 25º
Ponferrada 2014 - In linea Under-23: 24º
Richmond 2015 - In linea Under-23: 91º
Bergen 2017 - Cronosquadre: 13º
Innsbruck 2018 - In linea Elite: ritirato
Imola 2020 - In linea Elite: 36º
Fiandre 2021 - In linea Elite: 12º
Zurigo 2024 - In linea Elite: 14º
- Giochi olimpici

Tokyo 2020 - In linea: 34º

### Competizioni europee
- Campionati europei

Offida 2011 - In linea Junior: 35º
Goes 2012 - In linea Junior: ritirato
Alkmaar 2019 - In linea Elite: ritirato
Plouay 2020 - In linea Elite: 53º
Trento 2021 - In linea Elite: 7º